# کلاته عرب
کلاته عرب، روستایی است از توابع شهرستان جوین استان خراسان رضوی ایران. مردم روستای کلاته عرب به زبان فارسی خراسانی با گویش سبزواری صحبت می‌کنند. این روستای قدیمی و پویا، در کنار روستایی باستانی به نام هزارخانه بنا شده است که هنوز بقایای آن باقی است. 
فرهنگ: این روستا از غنای فرهنگی زیادی برخودار است. وجود چهره های فرهنگی، دانشگاهی، نویسنده، رتبه برتر کنکور سراسری، ورزشکاران مطرح و فرهنگ عمومی فاخر روستا شاهدی بر این ادعا است. زبان فارسی با لهجه خراسانی و رواج ضرب المثل های فراوان میان مردم، بازی های محلی گوناگون مانند هفت سنگ، دانش های سنتی، ترانه های کار، تعزیه خوانی و سوگواری برای اهل بیت و مخصوصا عزاداری محرم و صفر، جشن ها و مراسم های گوناگون مانند نوروز و عیدگاه، شب چله و افسانه های گوناگون و... از ویژگی های فرهنگ این روستا می باشد. در این روستا کشتی باچوخه قدمتی طولانی دارد و گود کشتی امامزاده قاسم کلاته عرب از مهم ترین گودهای کشتی با چوخه استان در گذشته در سیزده نوروز محل برگزاری مسابقات استانی بوده است. 
اقتصاد: اقتصاد روستا مبتنی بر کشاورزی و کشت گندم، زیره، چغندر قند و باغداری است. مخصوصا باغ های پسته فراوانی در این روستا وجود دارد و در حال افزایش است. البته دامداری، مشاغل خدماتی و فرهنگی نیز وجود دارد. این روستا چندین شهید مدافع وطن در جنگ تحمیلی تقدیم انقلاب اسلامی کرد از جمله خلبان شهید علاالدین فراز.
وحمام‌ دوره قاجاری یکی از جاذبه های گردشگری روستا می‌باشد.

## جمعیت
این روستا در دهستان زرین قرار داشته و بر اساس سرشماری سال ۱۳۸۵ جمعیت آن ۱٬۱۹۶ نفر (۳۵۵ خانوار)
بوده است. البته از این روستای مهاجرفرست، افراد زیادی به شهرهای تهران، مشهد، گرگان و سبزوار مهاجرت کرده و ساکن شده اند.